# Manhattan
Manhattan (phát âm tiếng Anh: /mænˈhætən/, /mənˈhætən/) là quận có mật độ dân số đông nhất Thành phố New York, là trung tâm kinh tế và thương mại, và cũng là nơi khai sinh lịch sử của thành phố.
Báo chí tiếng Việt cũng có khi Việt hóa địa danh này thành Mã Nhật Tân.
Còn được gọi là Quận New York, Manhattan được thành lập ngày 1 tháng 11 năm 1683, như một hạt của tiểu bang Hoa Kỳ New York. Quận này bao gồm chủ yếu đảo Manhattan (vây quanh bởi các sông Hudson, Đông, và Harlem); nhiều đảo nhỏ lân cận; và Marble Hill, một vùng lận cận nằm ở Hoa Kỳ lục địa mà về mặt địa lý giáp với the Bronx và bị sông Harlem tách khỏi phần còn lại của Manhattan.
Manhattan thường được mô tả là thủ phủ văn hóa, tài chính, truyền thông, và giải trí của thế giới, và là nơi đặt trụ sở Liên Hợp Quốc. Nổi tiếng từ phố Wall tại Financial District của Hạ Manhattan, Thành phố New York còn được gọi là thành phố hùng mạnh nhất về kinh tế và trung tâm tài chính dẫn đầu thế giới, và Manhattan là nơi có hai sàn giao dịch chứng khoán lớn nhất thế giới theo giá trị vốn hóa thị trường: Sở giao dịch chứng khoán New York và NASDAQ. Nhiều tập đoàn truyền thông đa quốc gia đặt trụ sở ở Manhattan, và đây cũng là nơi đặt bối cảnh cho nhiều quyển sách, bộ phim, và chương trình truyền hình. Manhattan về lịch sử được ghi nhận là đã được thực dân Hà Lan mua lại từ người bản địa vào năm 1626 với giá 60 gulden, tương đương 1254 đô la Mỹ ngày nay. Giá bất động sản Manhattan thuộc hàng đắt nhất thế giới, với giá trị của đảo Manhattan, gồm cả bất động sản, được ước tính là vượt quá 3 tỷ tỷ đô la Mỹ vào năm 2013.
Manhattan được chia thành ba phần không chính thức, mỗi phần chạy qua trục dài của quận: Lower, Midtown và Upper Manhattan. Midtown Manhattan là khu thương mại trung tâm lớn nhất tại Hoa Kỳ và là nơi tập trung nhiều nhất các tòa nhà chọc trời. Hạ Manhattan là khu thương mại trung tâm lớn thứ ba tại Hoa Kỳ và là nơi có Thị trường Chứng khoán New York nằm trên phố Wall và NASDAQ. 
Các tòa nhà có đánh số trong hình:
1. Riverside Church
2. Time Warner Center
3. 220 Central Park South
4. Central Park Tower
5. One57
6. 432 Park Avenue
7. 53W53
8. Chrysler Building
9. Bank of America Tower
10. Conde Nast Building
11. The New York Times Building
12. Empire State Building
13. Manhattan West
14. a: 55 Hudson Yards, b: 35 Hudson Yards, c: 10 Hudson Yards, d: 15 Hudson Yards
15. 56 Leonard Street
16. 8 Spruce Street
17. Woolworth Building
18. 70 Pine Street
19. 30 Park Place
20. 40 Wall Street
21. Three World Trade Center
22. Four World Trade Center
23. One World Trade Center